# Двадцать второго июня, ровно в четыре часа
Два́дцать второ́го ию́ня, ро́вно в четы́ре часа́ (1941) — песня времён Великой Отечественной войны. Слова были сочинены поэтом Борисом Ковыневым на музыку популярного вальса Ежи Петерсбурского «Синий платочек». Песня была сочинена в первую неделю войны.
Имеются десятки вариантов текстов на этот мотив. Некоторые песни ещё в 1940-е годы были записаны на грампластинки. Основных вариантов два: изначальный, в котором описывается мобилизация, и вариант, судя по содержанию, начала 1942 года, темой которого является описание боевых действий вплоть до Московской битвы.
В 1992 был выпущен художественный фильм «22 июня, ровно в 4 часа…» (режиссёр Борис Галкин).
Существует мнение, что после российского вторжения на Украину в феврале 2022 года слова песни приобрели новый символизм. Тогда около четырёх-пяти часов утра 24 февраля 2022 года были произведены первые российские ракетные удары по Киеву, и, как отметили журналисты Русской службы Би-би-си, сюжет песни «полностью повторил Владимир Путин во время его собственного нападения на Украину». 26 февраля 2022 года глава  МИД Латвии Эдгар Ринкевич в своем блоге Twitter заявил: «Россияне, это про вас теперь: „Ровно в четыре часа Киев бомбили, Нам объявили, Что началась война...“». 

## Текст
В тексте один из известных вариантов песни:
"Двадцать второго июня, ровно в четыре часа утра,
Киев бомбили, нам объявили
Что началася война.
Киев бомбили, нам объявили
Что началася война.
Война началась на рассвете,
Чтобы народу больше убить...
Спали родители, спали их дети
Когда стали Киев бомбить...
Кончилось мирное время, 
Нам расставаться пора...
Я уезжаю, и обещаю,
Верным вам быть навсегда.
И ты, смотри,
Чувством моим не шути.
Выйди подруга, к поезду друга, 
Друга на фронт проводи.
Дрогнут колеса вагона,
Поезд помчится стрелой.
Ты мне с перрона, я с эшелона,
Грустно помашем рукой.
Провалились снаряды и мины,
Танки гремели броней. 
Ястребы красные, в небе кружили,
Мчались на запад стрелой.
Началась зимняя стужа,
Были враги у Москвы.
Пушки палили, мины рвалися,
Немцев терзая в куски.
Кончилась битва за столицу,
Бросились немцы бежать,
Бросили танки, бросили мины,
Несколько тысяч солдат.
Пройдут года, 
И я снова увижу тебя.
Ты улыбнешься, к сердцу прижмешься,
Вновь поцелуешь меня.
Ты улыбнешься, к сердцу прижмешься,
Вновь поцелуешь меня.
Пройдут года, 
И я снова увижу тебя.
Ты улыбнешься, к сердцу прижмешься,
Вновь поцелуешь меня.
Ты улыбнешься, к сердцу прижмешься,
Вновь поцелуешь меня.